# Cirque Ciniselli
Le Cirque Ciniselli (en russe : Цирк Чинизелли) est le premier cirque construit en pierre, en Russie. Il est situé près de la Fontanka à Saint-Pétersbourg. Il fut ouvert la première fois au public le 26 décembre 1877. Il tient son nom du directeur de cirque italien Gaetano Ciniselli, . L'architecte du bâtiment est Vassili Kenel.